# Carlos de Seixas
Œuvres principales
Sonates pour clavecin
José António Carlos Vaz « de Seixas » (Vaz étant son nom véritable) (Coïmbre, 11 juin 1704 - Lisbonne, 25 août 1742) était un claveciniste, organiste et compositeur baroque portugais, fils de Francisco Vaz, organiste de la cathédrale de Coimbra, et de Marcelina Nunes.
Il était la figure musicale principale du Portugal au XVIIIe siècle et était donc très populaire dans le pays. En effet, Seixas, le plus grand compositeur portugais pour clavecin, devint très tôt un organiste talentueux et un pédagogue remarquable.
En dehors de son pays natal, il était cependant moins célèbre que Domenico Scarlatti, son contemporain italien également claveciniste, organiste et compositeur. Ils ont tous deux occupé le poste de maître de musique à la cour royale du roi Jean V de Portugal. Bien qu’il fût en relation avec ce maître napolitain, Seixas n’a pas adopté le style italien qui dominait à l’époque.
Au sommet de sa carrière, il fut nommé membre de l'ordre de Saint Iago, capitaine de l'ordonnance de la cour et chevalier de l’Ordre du Christ en 1738. La position qu'il a acquise malgré son origine plébéienne prouve son talent.
Seixas était un compositeur très prolifique, il a écrit plus de 700 toccatas. Ses compositions comprennent des pièces d’orgue, de clavecin, des œuvres pour orchestre et de la musique religieuse. Aujourd’hui, on peut admirer ses œuvres dans la Bibliothèque générale de l'Université de Coimbra, à la Bibliothèque nationale de Lisbonne et à la Bibliothèque de Ajuda.

## Biographie
Carlos Seixas est né le 11 juin 1704 à Coimbra au Portugal. Il aurait commencé très tôt sa formation musicale avec son père jusqu’au décès de celui-ci. Âgé seulement de quatorze ans, il eut alors la lourde responsabilité de le remplacer comme organiste à la cathédrale de Coimbra. Il exerça cette activité pendant deux ans. En 1720, il s’installa à Lisbonne, attiré par cette ville et aspirant à une carrière plus brillante encore. De fait, il obtint à seize ans le poste convoité d’organiste de la Chapelle royale et de la cathédrale qu’il garda pour le restant de sa vie. En 1721, Domenico Scarlatti prenait ses fonctions de premier maître de la Chapelle Royale, et était  professeur de l'infante Maria Bárbara de Bragança. Scarlatti était venu à Lisbonne pour se libérer de l’influence de son père. Dans cette chapelle, ils travaillèrent étroitement ensemble pendant huit ans. En 1729, Scarlatti partit pour Séville mais lui donna de nombreux conseils à propos de la technique du clavecin. Ces conseils lui permirent notamment de devenir très rapidement un grand virtuose réputé et d'être ainsi sollicité comme professeur de musique par les familles nobles de la cour. Il se maria en 1732 et eut trois filles et deux fils. Grâce aux revenus de son travail, il put subvenir aisément aux besoins de ses enfants et acquérir des maisons à proximité de la cathédrale. En 1738, il fut anobli par Jean V du Portugal et reçut donc le titre de chevalier. Il mourut d’une fièvre rhumatismale à l’âge de 38 ans le 25 août 1742.

## Œuvres
L’essentiel de ses œuvres sont des sonates pour clavecin mais elles peuvent aussi être interprétées à l’orgue.
L’ensemble de ses œuvres manifeste un style original qui a été imité pendant longtemps après sa mort, mais ces compositeurs n’ont pas connu le même succès. 
Cependant, le musicien autodidacte a subi des influences italiennes, françaises et une plus générale, européenne, caractéristique du passage baroque à l’ère classique (empfindsamer, style galant).
La plus importante fut l’influence italienne (même avant la venue de Scarlatti), le Portugal et l’Italie ayant toujours entretenu des liens étroits. En effet, le Napolitain Domenico Scarlatti qu’il connaissait personnellement, l’a influencé. Les sonates de Seixas ont la même forme que celles de Scarlatti : elles sont composées d’un ou plusieurs mouvements en coupe binaire (un signe de reprise séparant les deux parties du mouvement). L’écriture de ses sonates est souvent moins dense et moins polyphonique mais celles-ci sont construites d’une façon claire et révèlent de nouvelles mélodies ; elles témoignent justement d'une virtuosité remarquable.
La différence la plus frappante entre les deux compositeurs est leur approche au cycle des sonates. Scarlatti a opté pour les sonates en un seul mouvement tandis que Seixas a écrit principalement des sonates en 3 ou 4 mouvements (ou parfois en 5 mouvements). Ses quelques sonates en un mouvement ont une technique moins développée que celles de Scarlatti. Concernant leur structure interne, Seixas a exposé les motifs dans la première partie du mouvement et les a développés dans la seconde, comme la majorité de ses contemporains.
L’influence française transparaît au travers la présence d’ornementation (note d’agrément ajoutée à la note principale) jamais étouffante et dans la composition de menuets (comme dans la suite de danses, typiquement française). Par exemple, son Ouverture en ré majeur pour orchestre montre l'influence du style français, tandis que sa  Symphonie en si bémol pour orchestre à cordes est influencée par le style italien.
D’autre part, les sonates de Seixas sont des exemples typiques de l’ambiguïté stylistique de la période de transition entre les styles baroque et classique. En effet, certaines rappellent la toccata baroque, dans laquelle on retrouve l’intensité et la virtuosité. D’autres sonates sont représentatives de l’Empfindsamstil, un mouvement allemand pré-classique signifiant « sensibilité » qui met l’accent sur l’expression d’émotions dans l’œuvre musicale. Quelques–unes suggèrent la technique de l’école de Mannheim (le crescendo) et un grand nombre rappelle l’époque galante caractérisée par la simplicité des œuvres dans lesquelles il y a peu de changements harmoniques et moins de profondeur qu’à l’époque baroque.
Aujourd’hui, les œuvres signées de Seixas sont non datées et peu nombreuses, probablement à cause des destructions d'archives dues au tremblement de terre de Lisbonne en 1755. Seulement trois pièces orchestrales, 88 sonates pour clavier et 8 compositions chorales pour l'usage religieux (beaucoup plus conservatrices en comparaison de sa musique instrumentale[réf. souhaitée]) ont pu être sauvées de ce tremblement de terre. Parmi ces œuvres, 114 sonates étaient pour instruments à clavier (orgue, clavecin, clavicorde ou pianoforte). 
En 1965, quatre-vingts sonates pour clavier de Seixas ont été éditées par S. Kastner dans Portugasia Musica et classées dans l'ordre des tonalités (avec la lettre K. pour catalogue). Il a édité quatre ans plus tard dans la même collection une ouverture, une symphonie et un concerto pour clavecin.

## Média
- Sonata

## Discographie

Le clavecin de Joachim José Antunes, Lisbonne 1758 du Museu da Música touché par José Carlos Araújo.

Le label Movimento protrimonial pela música portuguesa (MPMP) au sein de sa collection Melographia Portugueza, a consacré sept disques à l'œuvre pour clavier de Carlos Seixas, par le claviériste José Carlos Araújo (enregistrés entre 2012 et 2014) :
- Sonates pour clavier - José Carlos Araújo, clavecin Joachim José Antunes, Lisbonne 1758 du Museu da Música [vol. 1, 3 et 7]
- Sonates pour clavier - José Carlos Araújo, orgue du monastère Saint-Benoît de Vitória à Porto [vol. 2]
- Sonates pour clavier [12] du manuscrit 5015 de la Bibliothèque nationale du Portugal (vers 1755) - José Carlos Araújo, sur un clavecin de Ton Amir et Johannes Klinkhamer, Amsterdam 2006, d'après Christian Vater, Hanovre 1738 conservé à Nuremberg  et un clavecin de Reinhard von Nagel, Paris 1992, d'après un instrument anonyme daté de 1693 attribué à Giovanni Batista Giusti conservé au Smithsonian de Washington [vol. 4]
- Sonates pour clavier - José Carlos Araújo, piano-forte Henrique van Casteel, Lisbonne 1763 du Museu da Música [vol. 5]
- Sonates pour clavier - José Carlos Araújo, orgue du monastère de Santa Maria de Arouca (pt) (1739/1741), restauration Gerhardt Grenzing 2009 [vol. 6]